# Mimomorpha clytiformis
Mimomorpha clytiformis är en skalbaggsart som beskrevs av Newman 1842. Mimomorpha clytiformis ingår i släktet Mimomorpha och familjen långhorningar.
Artens utbredningsområde är Filippinerna. Inga underarter finns listade i Catalogue of Life.